# Robert Lechner
Robert Lechner (n. 22 ianuarie 1967, Bruckmühl, Bavaria, Germania) este un ciclist german, medaliat olimpic. A participat la o ediție a Jocurilor Olimpice (1988) în care a câștigat o medalie de bronz.

## Participări
Lista de mai jos prezintă principalele competiții la care a participat Robert Lechner de-a lungul carierei.
- cycling at the 1988 Summer Olympics – men's 1 km time trial[*]